# Fjälltjärnet (Högeruds socken, Värmland)
Fjälltjärnet var en sjö, nu våtmark i Arvika kommun i Värmland och ingår i Göta älvs huvudavrinningsområde.